# Tolphorea
Tolphorea is een geslacht van kevers uit de familie  
kniptorren (Elateridae).
Het geslacht werd voor het eerst wetenschappelijk beschreven in 1983 door Elena Gurjeva.

## Soorten
Het geslacht omvat de volgende soorten:
- Tolphorea bicolor Cate, Platia & Schimmel, 2002
- Tolphorea kurdistanicus Platia & Gudenzi, 1996
- Tolphorea luristanicus (Pic, 1920)
- Tolphorea pallida Platia, 2004
- Tolphorea turcica Platia & Gudenzi, 2000
- Tolphorea volans Gurieva, 1983